# Vathcrabèra
Vathcrabèra (francès Valcabrère)és un municipi del departament francès de l'Alta Garona, a la regió d'Occitània.